# Erites fruhstorferi
Erites fruhstorferi är en fjärilsart som beskrevs av Martin 1909. Erites fruhstorferi ingår i släktet Erites och familjen praktfjärilar. Inga underarter finns listade i Catalogue of Life.